# Układ Kamowa

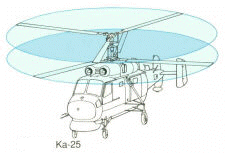
Śmigłowiec Ka-25 z układem Kamowa

Układ Kamowa (układ współosiowy) – układ wirników w śmigłowcu, charakteryzujący się umieszczeniem w jednej osi dwóch wirników, obracających się w przeciwnych kierunkach.
Skonstruowany został przez radzieckiego konstruktora Nikołaja Kamowa.
Zalety tego układu:
- Wyeliminowanie śmigła ogonowego;
- Małe wymiary zewnętrzne śmigłowca (mniejsza średnica wirnika głównego w stosunku do układu Sikorskiego);
- Łatwy pilotaż (znoszenie się momentów reakcyjnych obu wirników).

Wady tego układu:
- Silne drgania wynikające z pracy dolnego wirnika w obszarze zawirowań wywołanych pracą wirnika górnego;
- Skomplikowany układ przeniesienia napędu;
- Bardzo rozbudowany i złożony układ sterujący w głowicy;
- Złożony układ sterowania;
- Słaba sterowność kierunkowa w zawisie.

Z powodu silnych drgań nie buduje się w tym układzie śmigłowców dużych. Zalety tego układu są przydatne przy używaniu śmigłowców na okrętach i w miejscach, gdzie różne czynniki ograniczają wielkość lądowiska. Pierwszą udaną konstrukcją posiadającą taki napęd był Ka-8.